# Afrascius busiris
Afrascius busiris är en insektsart som beskrevs av Rauno E. Linnavuori 1978. Afrascius busiris ingår i släktet Afrascius och familjen dvärgstritar. Inga underarter finns listade i Catalogue of Life.